# 臺中市大里區瑞城國民小學
臺中市大里區瑞城國民小學，簡稱瑞城國小，位於台灣臺中市大里區，現任校長為林詠勝。

## 校史
- 1983年2月：奉准成立塗城國民小學瑞城分校。
- 1984年8月：首度招收一年級新生六班，魏水明先生主任派為瑞城分校主任，借用塗城國小上課。
- 1986年8月：1至4年級共26班，1、2年級採二部制教學（開始在瑞城分校上課）。
- 1987年8月：奉准成立「瑞城國民小學」，1至5年級共34班。
- 1987年9月：前僑榮國小校長何文卿奉調瑞城國民小學擔任首任校長
- 1987年9月：成立民俗特技團。
- 1993年3月：前健民國小校長宋智惠女士調任第二任校長。
- 1998年2月：前臺中縣大肚鄉瑞峰國小(臺中市大肚區瑞峰國小)校長吳定吉先生調任第三任校長。
- 1999年9月：九二一地震發生，校舍嚴重受創。
- 2001年11月1日：校舍重建工程完工。
- 2002年1月10日：舉辦新校舍落成暨第十四週年校慶活動。
- 2003年4月4日：活動中心工程完工。
- 2005年2月1日：前東汴國小林聰地先生調任第四任校長。
- 2010年12月25日：臺中市及臺中縣合併升格為直轄市後，改稱臺中市大里區瑞城國民小學。
- 2013年2月1日：原臺中市烏日區九德國小校長劉紀盈先生調任第五任校長。
- 2017年8月1日：原臺中市大里區美群國小校長邱家麟先生調任第六任校長。

## 歷任校長
- 第1任：何文卿（1987年9月-1993年3月）
- 第2任：宋智惠（1993年3月-1998年2月）
- 第3任：吳定吉（1998年2月-2005年2月1日）
- 第4任：林聰地（2005年2月1日-2013年2月1日）
- 第5任：劉紀盈（2013年2月1日-2017年7月31日）
- 第6任：邱家麟  (2017年8月1日-2022年7月31日)
- 第7任：林詠勝（2022年8月1日-迄今）

## 校歌
詞：蔣建勳
曲：余國光
欣欣瑞城，草溪之濱，書生琴韻，培育菁英
諄諄教誨，長才得程，莘莘學子，進修為勤
看今日春風化雨，帶來年桃李芬芳
願瑞城幼苗成長茁壯，瑞城幼苗皆成棟樑

## 學區
- 大里區瑞城里：4-17鄰 22-29鄰 33-38鄰 42-44鄰，金城：11-36鄰 40鄰

## 交通
- 台中客運：131（下塗城站）、243（瑞城國小站）、248（瑞城國小站）

### 書籍
- 《臺灣地名辭書》卷十二《臺中縣》第二冊，第29頁

## 外部連結
- 臺中市大里區瑞城國小
- 臺中市政府教育局 （页面存档备份，存于）